# Починок (Ростиловське сільське поселення)
Почи́нок (рос. Починок) — присілок у складі Грязовецького району Вологодської області, Росія. Входить до складу Ростиловського сільського поселення.

## Населення
Населення — 5 осіб (2010; 0 у 2002).